# Bruno Jordão
Bruno André Cavaco Jordão (* 12. října 1998 Marinha Grande) je portugalský profesionální fotbalista, který hraje na pozici středního záložníka za anglický klub Wolverhampton Wanderers FC.

## Klubová kariéra
Jordão se narodil v Marinha Grande v distriktu Leiria a začal svou kariéru v U.D. Leiria. V sezóně 2015/16 se stal nejmladším hráčem, který kdy nastoupil v 3. portugalské lize, a zároveň je jejím nejmladším střelcem. V červenci 2016 přešel do S.C. Braga.
Dne 20. srpna 2016 Jordão provedl svůj profesionální debut s Bragou B v zápase Segunda Ligy proti Cova da Piedade. Nastoupil jen do prvního poločasu, poté jej vystřídal Xadas.
31. srpna 2017 byl Jordão a jeho spoluhráč Pedro Neto zapůjčen italskému Laziu na dva roky, přičemž byla zde možnost následného odkoupení obou hráčů za necelých 26 milionů eur dohromady. Odehrál pouze tři zápasy v Serii A, počínaje prohrou 2:1 proti Janovu 17. února 2019, když odehrál posledních 18 minut poté, co vystřídal Ștefana Radu.
Dne 2. srpna 2019 Jordão přestoupil do klubu anglické Premier League Wolverhampton Wanderers. Svůj debut za Wolves odčinil ve třetím kole EFL Cupu proti Readingu dne 25. září, ve kterém byl krátce po vstřelení své první branky vystřídán kvůli zranění. Jordão debutoval v evropských pohárech při utkání Wolves v Evropské lize, který se odehrál v šestnáctifinále proti Espanyolu dne 27. února 2020. V závěrečném utkání sezóny Premier League provedl debut i v lize, když jej Nuno Espírito Santo využil jako náhradníka proti Chelsea.
Dne 8. září 2020 se Jordão dohodl na sezónním hostování zpět do své vlasti, konkrétně do Famalicãa.

## Reprezentační kariéra
Jordão dostal první pozvánku do portugalského týmu do 21 let v květnu 2018, k přátelskému zápasiu proti Itálii v Estorilu. V polovině zápasu nahradil Stephena Eustáquia při vítězství 3:2.

## Statistiky
K zápasu odehranému 15. srpna 2020
| Klub              | Sezóna  | Liga           | Liga   | Liga | Národní pohár | Národní pohár | Ligový pohár | Ligový pohár | Evropské poháry | Evropské poháry | Celkem | Celkem |
| Klub              | Sezóna  | Liga           | Zápasy | Góly | Zápasy        | Góly          | Zápasy       | Góly         | Zápasy          | Góly            | Zápasy | Góly   |
| ----------------- | ------- | -------------- | ------ | ---- | ------------- | ------------- | ------------ | ------------ | --------------- | --------------- | ------ | ------ |
| Lazio (host.)     | 2017/18 | Serie A        | 0      | 0    | 0             | 0             | —            | —            | 0               | 0               | 0      | 0      |
| Lazio (host.)     | 2018/19 | Serie A        | 3      | 0    | 0             | 0             | —            | —            | 0               | 0               | 3      | 0      |
| Lazio (host.)     | Celkem  | Celkem         | 3      | 0    | 0             | 0             | —            | —            | 0               | 0               | 3      | 0      |
| Wolverhampton     | 2019/20 | Premier League | 1      | 0    | 0             | 0             | 2            | 1            | 1               | 0               | 4      | 1      |
| Famalicão (host.) | 2020/21 | Primeira Liga  | 9      | 1    | 2             | 0             | 0            | 0            | —               | —               | 11     | 1      |
| Celkem            | Celkem  | Celkem         | 13     | 1    | 2             | 0             | 2            | 1            | 1               | 0               | 18     | 2      |

1. ↑  Zápas v Evropské lize UEFA